# Claudius von Ligne

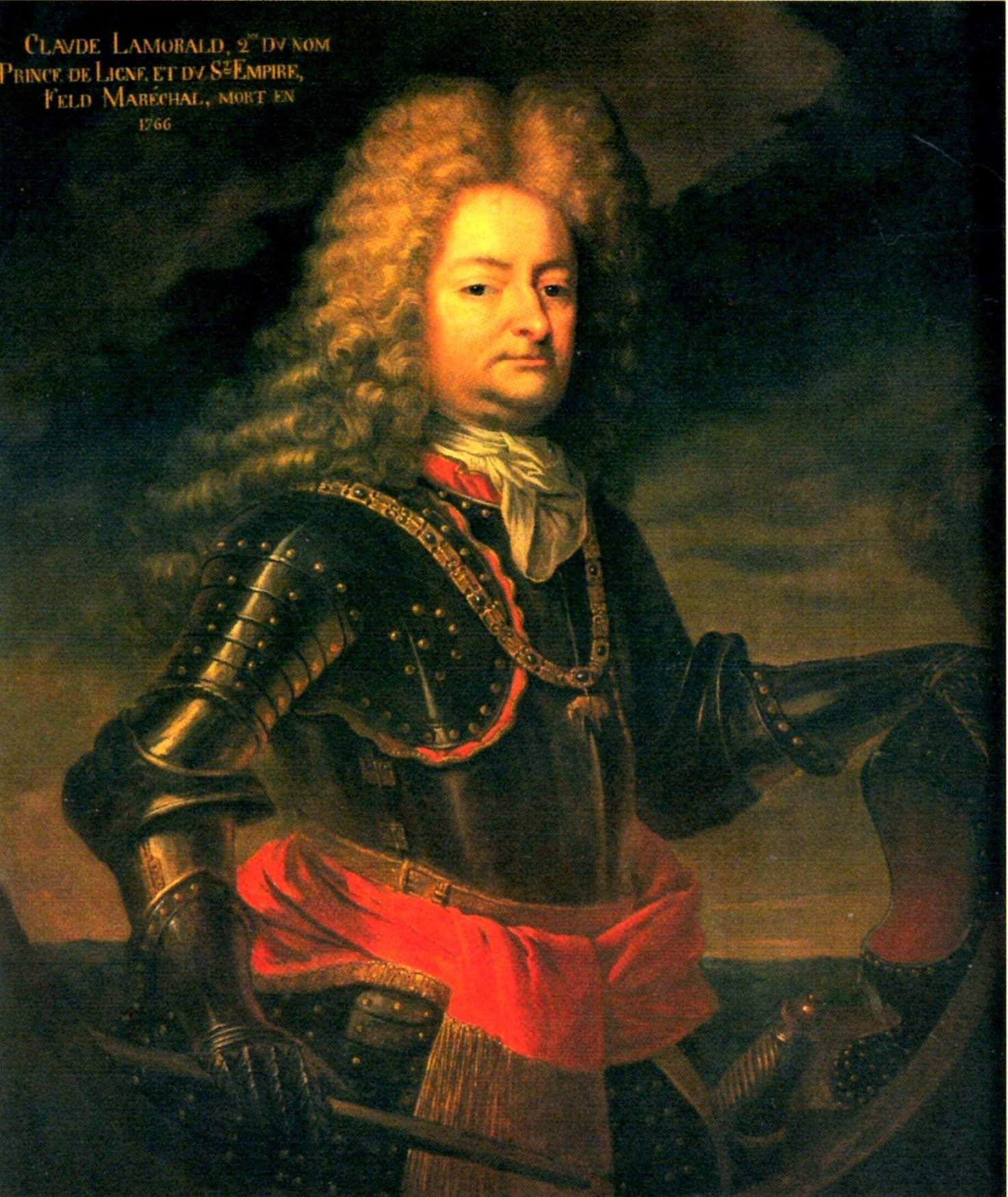
Claudius von Ligne (1685–1766) mit dem Orden vom Goldenen Vließ

Fürst Claudius von Ligne (auch: Claudius Lamoral II., * 7. August 1685 in Beloeil; † 7. April 1766 in Mons) war kaiserlicher Feldmarschall sowie 6. Fürst von Ligne.

## Herkunft
Er war der zweite Sohn des Fürsten und Grande von Spanien Heinrich Ludwig Ernst von Ligne († 8. Februar 1702) und der Prinzessin Johanna Monica de Aragon († 18. Januar 1691). Aber sein älterer Bruder Anton Joseph († 1707) starb und so erbte er Güter und Titel. Auch sein Bruder Ferdinand († 9. Mai 1757) stieg zum kaiserlichen Generalfeldmarschall auf.

## Leben
Er hatte zusammen mit seinem Vater sich im spanischen Erbfolgekrieg auf die Seite Österreichs gestellt. Er stand in Wien in hohem Ansehen und stieg unter Kaiser Karl VI. am 27. Mai 1717 zum Generalfeldwachtmeister auf. Er wurde am 23. November 1721 mit dem Orden vom Goldenen Vließ ausgezeichnet und 1725 errichtete er das Infanterieregiment No. 38, außerdem wurde er zum Mitglied des Staatsrates in Brüssel ernannt. Am 23. Oktober 1733 wurde er Feldmarschall-Lieutenant.
Im Jahr 1740 brach der Österreichische Erbfolgekrieg aus. 1742 vertrat er den Fürst von Arnberg als Kommandeur der Armee in Brabant, am 7. Januar 1744 wurde er dann Feldzeugmeister. Im Winter 1746 befand er sich Brüssel, als die Stadt vom Marschall Moritz von Sachsen belagert wurde. Mit der Kapitulation geriet auch Ligne in Gefangenschaft. Aber nach dem Krieg wurde er am 21. Oktober 1751 zum Feldmarschall ernannt.

## Familie
Er heiratete am 17. Februar 1721 Elisabeth Alexandrina zu Salm-Salm (* 1704; † 27. Dezember 1739), eine Tochter des Ludwig Otto zu Salm. Das Paar hatte mehrere Kinder:
- Karl Joseph (* 23. Mai 1735; † 13. Dezember 1814), 7. Fürst von Ligne ⚭ Fürstin Franziska von Liechtenstein (1739–1821)
- Louise (1728–1784), Kanonistin im Stift Remiremont
- Marie (1730–1783), Kanonistin im Stift Essen